# Szpital żydowski w Jarosławiu
Szpital żydowski w Jarosławiu – jest budynkiem parterowym z użytkowym poddaszem nakrytym czterospadowym dachem. Znajduje się przy obecnej ulicy Spytka. Został wzniesiony najprawdopodobniej na przełomie XIX i XX wieku. Obecnie mieści się w nim hurtownia artykułów papierniczych.